# Campeonato Italiano de Rugby 1969-70
El Campeonato de Rugby de Italia de 1969-70 fue la cuadragésima edición de la primera división del rugby de Italia.

## Sistema de disputa
Los equipos se enfrentaron en condición de local y de visitante a cada uno de sus rivales.
El equipo que al finalizar el torneo se encuentre en la primera posición se declara automáticamente como campeón.
Mientras que los dos últimos equipos descenderán directamente a la segunda división.

## Desarrollo
- Tabla de posiciones:[1]

| Pos. | Equipo             | Encuentros | Encuentros | Encuentros | Encuentros | Tantos | Tantos | Tantos | Puntos |
| Pos. | Equipo             | PJ         | PG         | PE         | PP         | F      | C      | Dif    | Puntos |
| ---- | ------------------ | ---------- | ---------- | ---------- | ---------- | ------ | ------ | ------ | ------ |
| 1.º  | Petrarca Padova    | 22         | 19         | 2          | 1          | 280    | 96     | +184   | 40     |
| 2.º  | L'Aquila Rugby     | 22         | 14         | 5          | 3          | 300    | 106    | +194   | 33     |
| 3.º  | Treviso            | 22         | 14         | 4          | 4          | 279    | 132    | +147   | 32     |
| 4.º  | Fiamme Oro         | 22         | 10         | 4          | 8          | 165    | 113    | +52    | 24     |
| 5.º  | Frascati Rugby     | 22         | 10         | 3          | 9          | 150    | 156    | -6     | 23     |
| 6.º  | CUS Napoli         | 22         | 10         | 2          | 10         | 161    | 202    | -41    | 22     |
| 7.º  | Rugby Rovigo       | 22         | 8          | 5          | 9          | 129    | 154    | -25    | 21     |
| 8.º  | Rugby Roma Olimpic | 22         | 7          | 5          | 10         | 127    | 175    | -48    | 19     |
| 9.º  | Rugby Parma        | 22         | 8          | 2          | 12         | 110    | 214    | -104   | 18     |
| 10.º | CUS Roma           | 22         | 7          | 1          | 14         | 148    | 210    | -62    | 15     |
| 11.º | SS Lazio Rugby     | 22         | 3          | 4          | 15         | 116    | 210    | -94    | 10     |
| 12.º | G.S. Esercito      | 22         | 2          | 3          | 17         | 94     | 291    | -197   | 7      |

|  | Campeón.                 |
|  | Descendido a la Serie B. |

| Bandera de Italia |
| Campeón Petrarca  |
| Primer título     |